# Periphery
Periphery ist eine 2004 gegründete Progressive-Metal-Band mit einigen Metalcore-Einflüssen aus Bethesda, Maryland. Die Band zeichnet sich durch die tiefen sieben-bis achtsaitigen Gitarren, den fünf bzw. sechssaitigen Bass und die oft klare, jedoch manchmal auch ins growlen übergehende Stimme des Sängers Spencer Sotelo aus.

## Geschichte
2005 gründete Misha („Bulb“) Mansoor die Band Periphery. Er begann die ersten Lieder aufzunehmen und startete nebenbei einen Videoblog auf YouTube und erstellte zusätzlich ein Profil auf MySpace. Im Laufe der Zeit zogen Periphery die Aufmerksamkeit vieler Metal-Fans auf sich, da sie viele ihrer Songs online und kostenlos zum Download zur Verfügung stellten. Zudem erschienen immer wieder neue Videoblogs. Aufgrund des großen Feedbacks beschlossen sie, weitere Videos zu drehen und neue Songs aufzunehmen, was schließlich zum großen Erfolg führte.
Periphery durchliefen eine Reihe von Lineup-Änderungen. Ursprünglich spielte Misha Mansoor Schlagzeug und Gitarre in der Band, begann aber nach lokalen Talenten zu suchen. Er fand den Schlagzeuger Jason Berlin und wechselte selbst permanent an die Gitarre. Berlin plante in Los Angeles anderen Interessen nachzugehen und wurde durch Travis Orbin ersetzt.
Zwischen 2005 und 2009 arbeitete Periphery mit den Sängern Jake Veredika, Casey Sabol und Christopher Barretto, und entwickelte sich langsam von einem Meshuggah-beeinflussten Sound zu einem mehr atmosphärischeren, melodischeren Sound, mit Fokus auf innovative Produktion.
2009 verließ Travis Orbin die Band um einer Karriere als Session Drummer nachzugehen. Er wurde daraufhin durch Matt Halpern ersetzt.
Am 20. Januar 2010, inmitten von Spekulationen, dass sie wieder den Sänger gewechselt hätten, luden Periphery einen Album-Sampler mit Vocals von Spencer Sotelo, der später als neuer Sänger von Periphery angekündigt wurde hoch. Er ersetzte Chris Barretto, der wegen persönlicher Differenzen aus der Band gefeuert wurde.
Als die Label Distort Inc., Sumerian Records und Roadrunner Records auf die Band aufmerksam wurden, gelang Periphery der Durchbruch. 2010 nahmen sie am Metal-Festival Summer Slaughter teil; zudem erschien am 28. Mai 2010 das Debütalbum Periphery, welches in den USA unter dem Label Sumerian Records, in Kanada durch Distort Inc. und in Europa durch Roadrunner Records verkauft wird. Vom 16. Juli bis zum 15. August 2010 spielte die Band auf der „The Trash and Burn Tour“ neben Bands wie Born of Osiris und Kittie mit.
Am 6. Juli 2011, gaben Periphery über ihren MySpace-Blog bekannt, dass die Band sich von Gitarrist Alex Bois getrennt hatte. Ihre Tour-Pläne wurden jedoch nicht geändert, und die Gitarristen Mark Holcomb und Adam „Nolly“ Getgood wurden angeheuert um Alex’ Parts während der Live-Shows zu übernehmen, bis ein permanenter Ersatz gefunden wäre.
Am 7. September 2011 wurde Periphery als Opener für Dream Theater auf deren A Dramatic Turn of Events Tour in Europa angekündigt, die im Januar 2012 begann.
Im Oktober 2011 gab die Band bekannt, dass Mark Holcomb nun vollzeitiger Gitarrist war.
In November entschied sich der Bassist Tom Murphy die Band zu verlassen. Daraufhin wurde Adam Getgood die Rolle des Bassisten für die Europa-Tour mit Dream Theater zugewiesen. Die Band heuerte außerdem Marks Bruder Jeff als Ersatzbassisten für ihre US-Tour 2012 an.
Am 28. Juni 2012 kündigten Periphery an, dass Adam „Nolly“ Getgood offizielles Mitglied der Band sei. Seine Rolle sei in erster Linie die des Bassisten, aber er würde auch Gitarrenparts im Studio beisteuern.
Die EP Clear, welche am 28. Januar 2014 erschien, wurde von Jake Bowen als „Experiment“ bezeichnet, um die Vielfalt der verschiedenen Kompositionsstile der Bandmitglieder widerzuspiegeln. So hat jedes Bandmitglied je einen Titel komponiert und die künstlerische Verantwortung selbst übernommen.
2014 komponierte Mansoor alleine zwei Lieder für Halo 2 Anniversary Original Soundtrack mit den Titeln Breaking the Covenant und Follow in Flight.
Im Mai 2016 kündigte die Band ihr nächstes Album Periphery III: Select Difficulty an, welches am 22. Juli desselben Jahres erschien. Nebenbei erschien auch der erste Track des neuen Albums, The Price Is Wrong. Am 24. Juni 2016 erschien eine weitere Singleauskopplung namens Flatline aus den neuen Album Periphery III: Select Difficulty. Am 8. Juli 2016 erschien die dritte Singleauskopplung namens Marigold, welches auch ein Musikvideo bekommen hat. Am 14. Juli erschien die Single Motormouth. Die weitere Single The Way the News Goes … wurde einen Tag später veröffentlicht. Etwas später wurden die restlichen Singles veröffentlicht.
Am 3. August 2017 verkündete der Bassist der Band, Adam „Nolly“ Getgood, dass er die Band verließ, hauptsächlich um sich besser auf seine Karriere als Musikproduzent konzentrieren zu können. Weiterhin agiert er jedoch als Studio-Bassist und Produzent für die Band.
Am 19. April 2018 gab das Plattenlabel von Periphery, Sumerian Records, bekannt, dass Periphery sich vom Plattenlabel getrennt haben. Die Band würde ihr nächstes Album selbst veröffentlichen. Am 15. Oktober 2018 begann die Band mit dem Aufnahmen zu ihrem nächsten Album.
Am 7. Februar 2019 erschien die Single Blood Eagle. Kurz darauf wurde bekanntgegeben, dass das neue Album Periphery IV: Hail Stan hieße und am 5. April 2019 erscheinen würde. Am 1. März 2019 erschien die zweite Single Garden in the Bones.
2020 begann die Band, ihr nächstes Album, Periphery V: Djent is not a Genre zu schreiben. Dieses wurde dann am 9. Januar 2023 angekündigt. Am 12. Januar folgten die beiden Singles Zagreus und Wildfire. Das Album erschien am 10. März.

## Diskografie

### Alben
| Jahr | Titel Musiklabel                                    | Höchstplatzierung, Gesamtwochen, AuszeichnungChartplatzierungen (Jahr, Titel, Musiklabel, Platzierungen, Wochen, Auszeichnungen, Anmerkungen) | Höchstplatzierung, Gesamtwochen, AuszeichnungChartplatzierungen (Jahr, Titel, Musiklabel, Platzierungen, Wochen, Auszeichnungen, Anmerkungen) | Höchstplatzierung, Gesamtwochen, AuszeichnungChartplatzierungen (Jahr, Titel, Musiklabel, Platzierungen, Wochen, Auszeichnungen, Anmerkungen) | Höchstplatzierung, Gesamtwochen, AuszeichnungChartplatzierungen (Jahr, Titel, Musiklabel, Platzierungen, Wochen, Auszeichnungen, Anmerkungen) | Höchstplatzierung, Gesamtwochen, AuszeichnungChartplatzierungen (Jahr, Titel, Musiklabel, Platzierungen, Wochen, Auszeichnungen, Anmerkungen) | Anmerkungen                                  |
| Jahr | Titel Musiklabel                                    | DE | AT | CH | UK | US | Anmerkungen                                  |
| ---- | --------------------------------------------------- | --- | --- | --- | --- | --- | -------------------------------------------- |
| 2010 | Periphery Roadrunner Records                        | — | — | — | — | US128 (1 Wo.)US | Sumerian Records (USA), Disort Inc. (Kanada) |
| 2012 | Periphery II: This Time It’s Personal Century Media | — | — | — | — | US44 (2 Wo.)US |                                              |
| 2014 | Clear Century Media                                 | — | — | — | — | US62 (2 Wo.)US |                                              |
| 2015 | Juggernaut – Alpha Century Media                    | DE83 (1 Wo.)DE | AT49 (1 Wo.)AT | — | UK43 (1 Wo.)UK | US22 (1 Wo.)US |                                              |
| 2015 | Juggernaut – Omega Century Media                    | — | AT48 (1 Wo.)AT | — | UK45 (1 Wo.)UK | US25 (1 Wo.)US |                                              |
| 2016 | Periphery III: Select Difficulty Century Media      | DE39 (1 Wo.)DE | AT42 (1 Wo.)AT | CH43 (1 Wo.)CH | UK57 (1 Wo.)UK | US22 (1 Wo.)US |                                              |
| 2019 | Periphery IV: Hail Stan Century Media               | DE36 (1 Wo.)DE | AT48 (1 Wo.)AT | CH66 (1 Wo.)CH | UK71 (1 Wo.)UK | US64 (1 Wo.)US |                                              |
| 2023 | Periphery V: Djent Is Not a Genre Century Media     | DE38 (1 Wo.)DE | — | — | — | US198 (1 Wo.)US |                                              |

### EPs
- 2011: Icarus
- 2014: Clear

### Musikvideos
- 2010: Icarus Lives!
- 2011: Jetpacks Was Yes
- 2012: MAKE TOTAL DESTROY
- 2013: Scarlet
- 2015: Alpha
- 2016: Marigold
- 2019: Blood Eagle
- 2023: Wildfire
- 2023: Atropos